# Halbwertsbreite

Halbwertsbreite

In der Analysis ist die Halbwertsbreite einer Funktion mit einem Maximum die Differenz zwischen den beiden Argumentwerten, für die die Funktionswerte auf die Hälfte des Maximums abgesunken sind, anschaulich also die „Breite bei halber Höhe“.
Entsprechend ist im Englischen und in der Technik für die Halbwertsbreite die Bezeichnung FWHM, englisch Full Width at Half Maximum, gebräuchlich. Ist die Funktion von der Zeit abhängig, wird die Bezeichnung FDHM, englisch Full Duration at Half Maximum, verwendet.

## Definition
Eine Funktion {\displaystyle f(x)} habe bei {\displaystyle x_{\mathrm {max} }} ein Maximum. An den Stellen {\displaystyle x_{1}} und {\displaystyle x_{2}} ist der Wert der Funktion auf die Hälfte des Maximums abgesunken:
{\displaystyle f(x_{1})=f(x_{2})={\frac {1}{2}}f(x_{\mathrm {max} })\,}.
Dann ist die Halbwertsbreite die Differenz {\displaystyle |x_{1}-x_{2}|}.

## Umrechnung
Für eine feste Funktionsform kann man die Halbwertsbreite in anders definierte Breiten der Funktion umrechnen. So kann man z. B. bei der Normalverteilung die FWHM und die Standardabweichung {\displaystyle \sigma } ineinander umrechnen:
{\displaystyle \mathrm {FWHM} =2{\sqrt {2\ln 2}}\,\sigma \approx 2{,}3548\cdot \sigma }
Der Bereich der FWHM umfasst dabei ca. 76 % der Fläche der Normalverteilung.

## Peakverbreiterung
Die Zunahme der Halbwertsbreite eines Peaks wird als Peakverbreiterung bezeichnet. Dabei bleibt die Intensität des Peaks (d. h. sein Integral über der Ausdehnungsgröße) meist gleich, dafür nimmt die Peakhöhe ab.
Mögliche Ursachen für eine Peakverbreiterung sind z. B. in der Physik die Linienverbreiterung, beispielsweise Emissionslinien zeigen energetische Verbreiterung, oder die Dispersion in der Wellenpakete mit der Zeit zerfließen.

## Anwendungsbeispiele

### Antennen

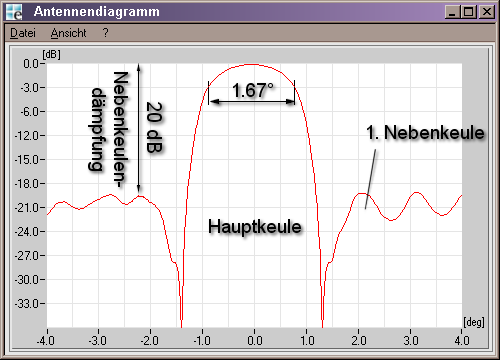
Antennendiagramm einer Parabolantenne (Ausschnitt)

In der Antennentechnik wird der Richtfaktor einer Antenne als Halbwertsbreite oder „Öffnungswinkel“ angegeben. Gemeint ist hier der Abstand zwischen den −3-dB-Leistungsgrenzen. Die Halbwertsbreite der Antenne im nebenstehenden Beispiel ist also 1,67°.
Die Halbwertsbreite in einem horizontalen Richtdiagramm ist oft symmetrisch, weil die Ausbreitungsbedingungen links und rechts vom Leistungsmaximum meist ungefähr gleich sind. Bei einem vertikalen Richtdiagramm ist die Halbwertsbreite meist unsymmetrisch verteilt, weil an der unteren Flanke des Antennendiagramms zum Beispiel der Einfluss der Erdoberfläche als Reflektor wirksam sein kann und an der oberen Flanke nicht.

### Beleuchtung
Die Abstrahlcharakteristik einer Leuchte (mit Optik) wird meist vereinfacht mit einem Winkel angegeben. Dieser „Abstrahlwinkel“ ist ebenfalls der Halbwertswinkel, d. h. der volle Winkel zwischen den zwei Punkten einer Leuchtebene, an denen die Lichtstärke nur noch die Hälfte des Maximums erreicht. Bei dieser vereinfachten Angabe wird von einer zur Leuchtachse rotationssymmetrischen Lichtverteilungskurve ausgegangen.

### Optische Filter
Die Halbwertsbreite findet bei der Charakterisierung von Bandpass- und Bandsperrfiltern Anwendung. Die zugrundeliegende Funktion beschreibt hierbei den Transmissionsgrad in Abhängigkeit der Wellenlänge: {\displaystyle \tau =f(\lambda )}. Bei halbmaximaler Transmission {\displaystyle {\tfrac {1}{2}}\cdot \tau _{\text{max}}} des Transmissionspeaks wird die spektrale Halbwertsbreite definiert als {\displaystyle \Delta \lambda _{0{,}5}=|\lambda _{1}-\lambda _{2}|}. Optische Interferenzfilter mit sehr geringer FWHM (Schmal-Bandpassfilter, {\displaystyle \Delta \lambda _{0,5}\approx } 1 nm) besitzen neben dem hochselektiven Transmissionsgrad für einen definierten Wellenlängenbereich auch weitere technische Eigenschaften, die beim praktischen Einsatz berücksichtigt werden müssen, wie z. B. eine hohe geometrische Winkelabhängigkeit des Transmissionsgrads der auftreffenden Lichtwellen im Transmissionsintervall.